# Tabagat Fahl

Karta över Decapolis med Pellas läge

Tabagat Fahl eller Fihil (arabiska بيت راس) är det nutida namnet på den historiska hellensk-romerska staden Pella, Jordanien. Pella var ett område i det s.k. Decapolis i motsats till Alexander den stores födelsestad Pella i Makedonien.
Den historiska staden Pella är en arkeologisk plats i norra Jordanien cirka 125 km norr om huvudstaden Amman i muhafazah (provins) Irbid.

## Historia
Området har varit bebott sedan stenåldern och staden förstördes efter en belägring år 83 f.Kr. Staden hamnade under den romerske generalen Pompejus styre år 64 f.Kr. Många kristna flydde hit från Jerusalem under den första judiska revolten åren 66–70. Staden växte i betydelse under Bysantinska riket. År 636 erövrade araberna staden som senare förstördes till stora delar under en jordbävning år 747.

## Byggnader
Bland de framstående byggnaderna kan nämnas
- Västra Kyrkan, med kolumner framför ingången
- Östra kyrkan, belägen på en liten kulle
- Stora Kyrkan, bysantinsk kyrka
- Migdoltemplet, utgrävningar nyligen påbörjade
- Moskén, från mamlukperioden